# Гришина Слобода
Гришина Слобода (Гришкина Слобода, Гришина Слободка, Месковская Слободка) — деревня в Жуковском районе Брянской области, административный центр Гришинослободского сельского поселения. 
Расположена в 8 км к северо-востоку от Жуковки, на левом берегу Ветьмы. Население — 1021 человек (2010).
Имеется отделение почтовой связи, средняя школа, поселенческая библиотека.

## История
Упоминается со второй половины XVIII века; первоначальное название — слободка Месковичи (в отличие от расположенной рядом деревни Месковичи), или Месковская Слободка; современное название установилось в XIX веке. 
В середине XVIII века слободка была известна благодаря деятельности Кирилла Короткого, который считается одним из первых основателей слободки. В 1765 году он организовал первые общинные хозяйственные постройки, способствовал укреплению поселения и созданию условий для его дальнейшего роста и развития. 
Бывшее владение Н. И. Молчановой, позднее Бакулиной, Кузнецовой и других. Входила в приход села Фошни.
С 1897 года работала церковно-приходская школа.
С 1861 по 1925 входила в состав Фошнянской волости Брянского (с 1921 — Бежицкого) уезда; позднее в Жуковской волости, Жуковском районе (с 1929).
До 2005 года являлась центром Гришинослободского сельсовета.
| Годы      | 1866 | 1897 | 1926 | 1979 | 1989 | 2002 | 2010 | 2014 |
| --------- | ---- | ---- | ---- | ---- | ---- | ---- | ---- | ---- |
| Население | 203  | 485  | 779  | 659  | 845  | 986  | 1021 | 974  |
|           |      |      |      |      |      |      |      |      |